# Livio José Bendaña
Livio José Bendaña   (Nicaragua, 22 d'octubre de 1969) és un exfutbolista nicaragüenc de la dècada de 1990.
Fou 11 cops internacional amb la selecció de Nicaragua. and 1997 UNCAF Nations Cups.
Pel que fa a clubs, destacà a Diriangén, Hermanos Molina, Juventus, Real Estelí i Walter Ferretti.
És fill del també futbolista Livio Bendaña Espinoza.